# Hanzhong Pendi

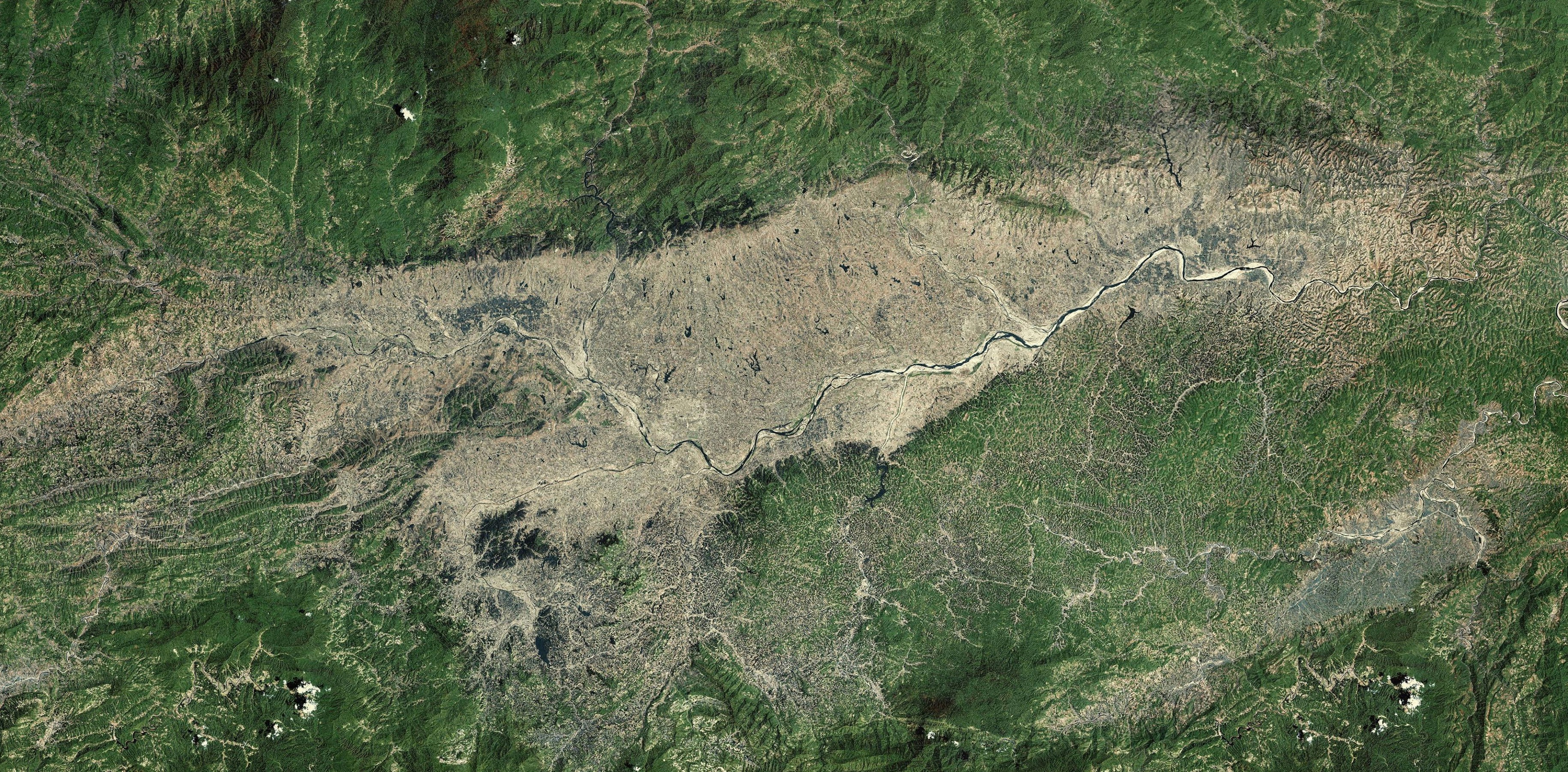
Kotlina na mapie satelitarnej

Hanzhong Pendi (chiń. upr. 汉中盆地; chiń. trad. 漢中盆地; pinyin Hànzhōng Péndì), czasami też Hanzhong Pingyuan (chiń. upr. 汉中平原; chiń. trad. 漢中平原; pinyin Hànzhōng Píngyuán) – kotlina w Chinach, w południowej części prowincji Shaanxi, pomiędzy pasmami Qin Ling i Daba Shan. Odwadniana jest przez rzekę Han Shui. Zajmuje powierzchnię ok. 1000 km² i rozciąga się równoleżnikowo na długości ok. 100 km. Szerokość z północy na południe wynosi od 5 do 20 km. Wznosi się średnio na wysokość 500 m n.p.m., a jej powierzchnia jest względnie płaska. Gospodarka regionu opiera się przede wszystkim na rolnictwie, dzięki czemu kotlina nazywana jest czasami „spichlerzem południowego Shaanxi”. Głównym ośrodkiem miejskim jest Hanzhong.